# Балканолошки институт САНУ

## Историјат
Претходник данашњег Балканолошког института је Балкански институт, основан 1934. у Београду као једини те врсте на Балкану. Иницијатива је потекла од краља Александра I Карађорђевића, а научно профилисање установе поверено је Ратку Парежанину и Светозару Спанаћевићу. Институт је издавао часопис Revue internationale des Etudes balkaniques, који је окупљао најугледније европске стручњаке за Балкан. Укинут је после нацистичке окупације, наредбом окупационих власти 1941.
Институт је обновљен тек 1969. под именом Балканолошки институт, у саставу Српске академије наука и уметности. Међу његовим оснивачима били су историчар Димитрије Ђорђевић, етнолог Драгослав Антонијевић, и археолог Никола Тасић, касније чланови САНУ. Балканолошки институт САНУ окупио је групу угледних научника који су се бавили Балканом од праисторије до модерног доба, кроз археолошка, антрополошка, етнографска, историјска истраживања и студије културе, уметности, књижевности, обичајног права итд. Тај мултидисциплинарни приступ остаје трајна научна оријентација Института.
Институт је на свим пољима развио међународну сарадњу са низом установа европских земаља, а до сада је организовао више десетина међународних скупова, издаје годишњак Balcanica и едицију Посебних издања из свих области балканолошких истраживања.

## Директори
- Васа Чубриловић
- Радован Самарџић
- Никола Тасић
- Душан Т. Батаковић
- Љубинко Раденковић
- Војислав Павловић

## Сарадници
- др Душан Т. Батаковић - научни саветник, директор
- др Мирјана Детелић - научни саветник
- мр Јованка Ђорђевић-Јовановић - истраживач-сарадник
- др Валентина Живковић - научни сарадник
- др Марија Илић - научни сарадник
- др Бојан Јовановић - научни саветник
- ма Вељко Станић - истраживач-сарадник
- др Сања Лазаревић Радак - истраживач сарадник
- др Милош Луковић - виши научни сарадник
- др Борис Милосављевић -  научни саветник
- ма Владимир В. Михајловић - истраживач-сарадник
- др Војислав Павловић - виши научни сарадник
- др Владимир П. Петровић - виши научни сарадник
- др Сања Пилиповић - виши научни сарадник
- др Даница Поповић - научни саветник
- др Љубинко Раденковић - научни саветник
- др Љубодраг П. Ристић - научни сарадник
- др Биљана Сикимић Архивирано на веб-сајту  (5. новембар 2016) - научни саветник
- др Анемари Сореску-Маринковић - научни сарадник
- др Александра Ђурић Миловановић - научни сарадник
- др Љиљана Н. Стошић - виши научни сарадник
- др Светлана Ћирковић - истраживач-сарадник
- др Драган Бакић - научни сарадник
- ма Љубица Ђурић - истраживач-сарадник
- ма Огњен Крешић - истраживач-сарадник
- ма Марка Томић Ђурић - истраживач-сарадник
- ма Душан Фундић - истраживач-сарадник
- др Драгана Филиповић - научни сарадник
- др Драгана Грбић - научни сарадник

## Библиотека
Библиотека Балканолошког института је специјализована институтска библиотека, која претежно набавља публикације везане за балканске студије у области хуманистичких наука. Посебан значај има набавка домаћих и страних научних и стручних часописа. Велики део публикација, посебно периодике из балканских земаља, добијен је захваљујући размени са институцијама као што су факултети, академије, поједине катедре, институти, научна друштва, али и од корисника, професора универзитета, научних и културних радника. 
Завештањем су добијене библиотеке Васе Чубриловића и Димитрија Ђорђевића.

## Публикације
- BALCANICA - Годишњак Балканолошког института САНУ
- Revue Internationale des Etudes Balkaniques (1934 - 1938)[1]